# ThinkCentre
ThinkCentre ist eine Serie von Personal Computern, die 2003 von IBM auf den Markt gebracht wurden und seit 2005 vom chinesischen Hersteller Lenovo angeboten werden. Sie sind als Nachfolger der IBM NetVista, diese wiederum der IBM PC Reihe, zu sehen. Das Design der vornehmlich für den Firmeneinsatz konzipierten Geräte erlaubt, die Rechner ohne Werkzeug zu öffnen und zu erweitern.
Die ThinkCentre Reihe, auch M Series genannt, umfasst Desktops (als auch All-in-One PCs) verschiedener Größen (Form factor), die von Nano (lediglich 350 ml Volumen) bis Tower reichen. Lenovos Website Product Specifications Reference listet  folgende ThinkCentre Kategorien auf: Nano Desktops, Tiny Desktops, SFF Desktops, Tower Desktops, All-In-One, Tiny-In-One. Die Produktnamen spiegeln die Größe wider, z. B. Mxxt (Tower), Mxxs (Small), Mxxq (Tiny), Mxxn (Nano), wobei xx etwa 60, 70, 75, 90, 95 lautet und eine 5 auf AMD statt Intel hinweist.
2021 sind folgende Desktops (auf Kürzel reduziert) gelistet: 
- Nano: M75n, M90n-1
- Tiny: M60e, M625, M630e, M70q (Gen 2), M720, M75q (Gen 2), M80q, M90q (Gen 2), M920
- SFF: M70s, M70c, M720, M75s Gen 2, M80s, M90s, M920
- Tower: M70t, M720, M75t Gen 2, M80t, M90t, M920

Workstations insbesondere mit dedizierter Grafikeinheit bietet Lenovos ThinkStation P Reihe. Die IdeaCentre Reihe richtet sich hingegen an Privatanwender.

ThinkCentre „Tiny“ Desktop
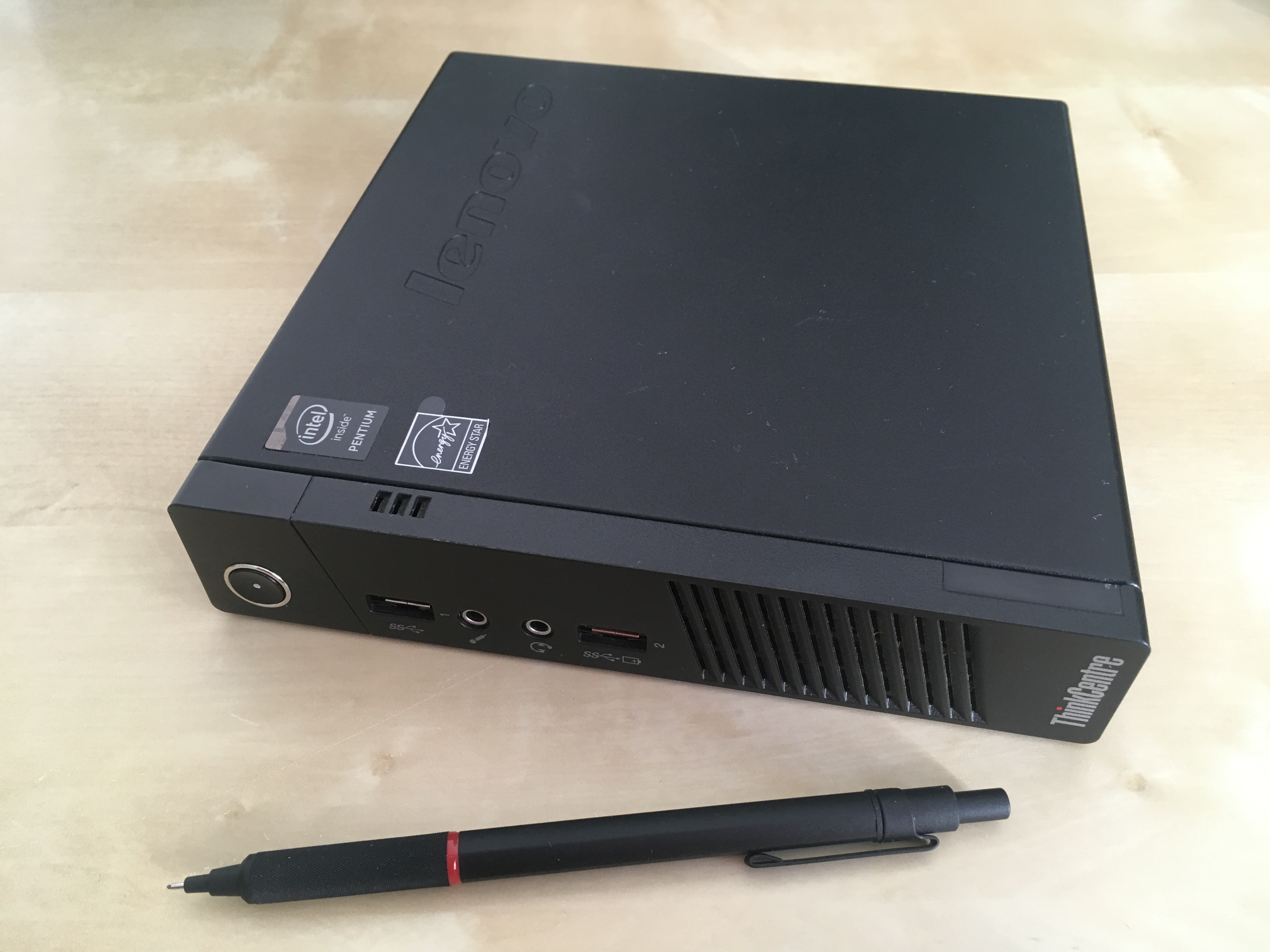
ThinkCentre M73 (Vorderseite)
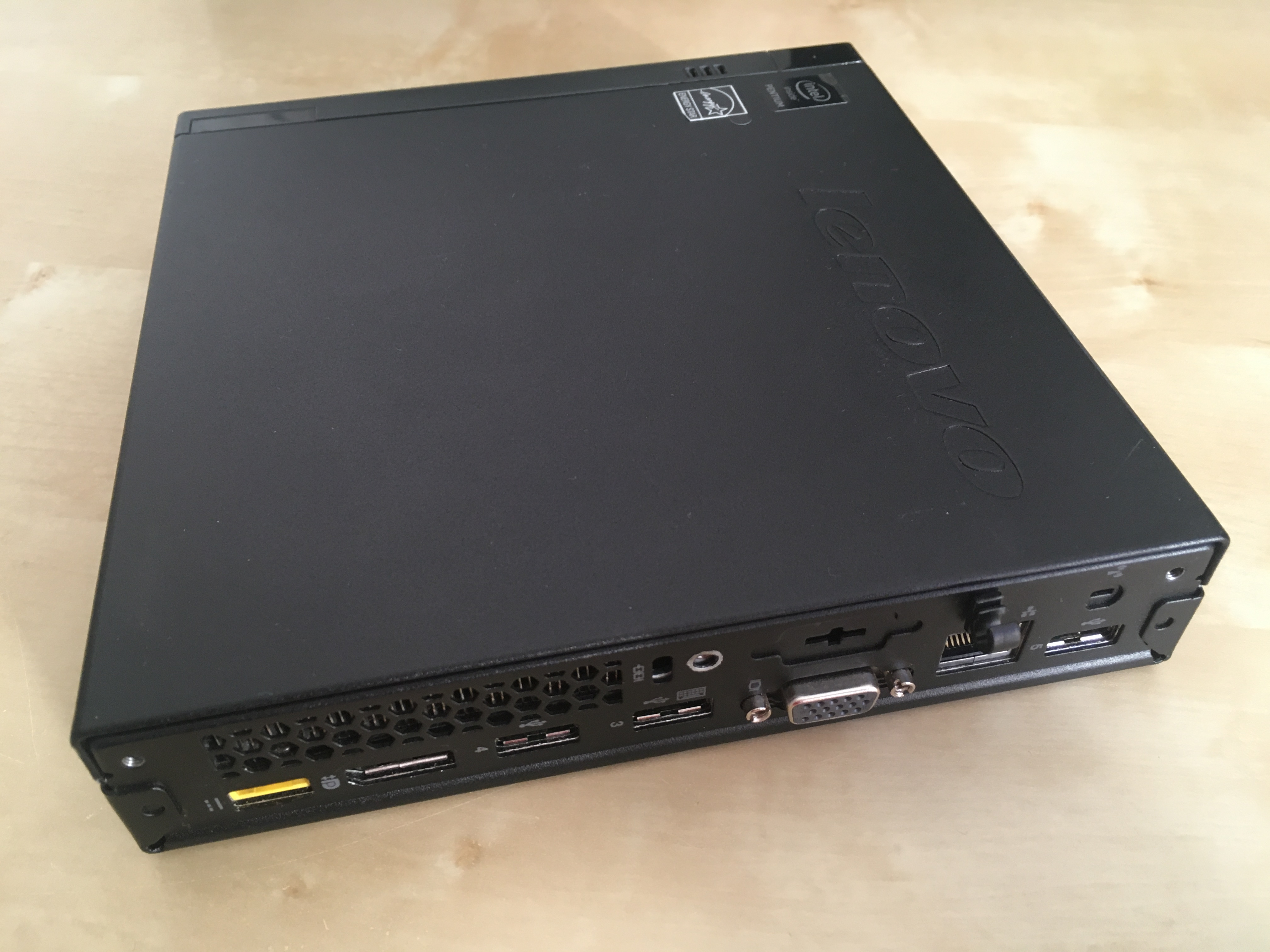
ThinkCentre M73 (Rückseite)
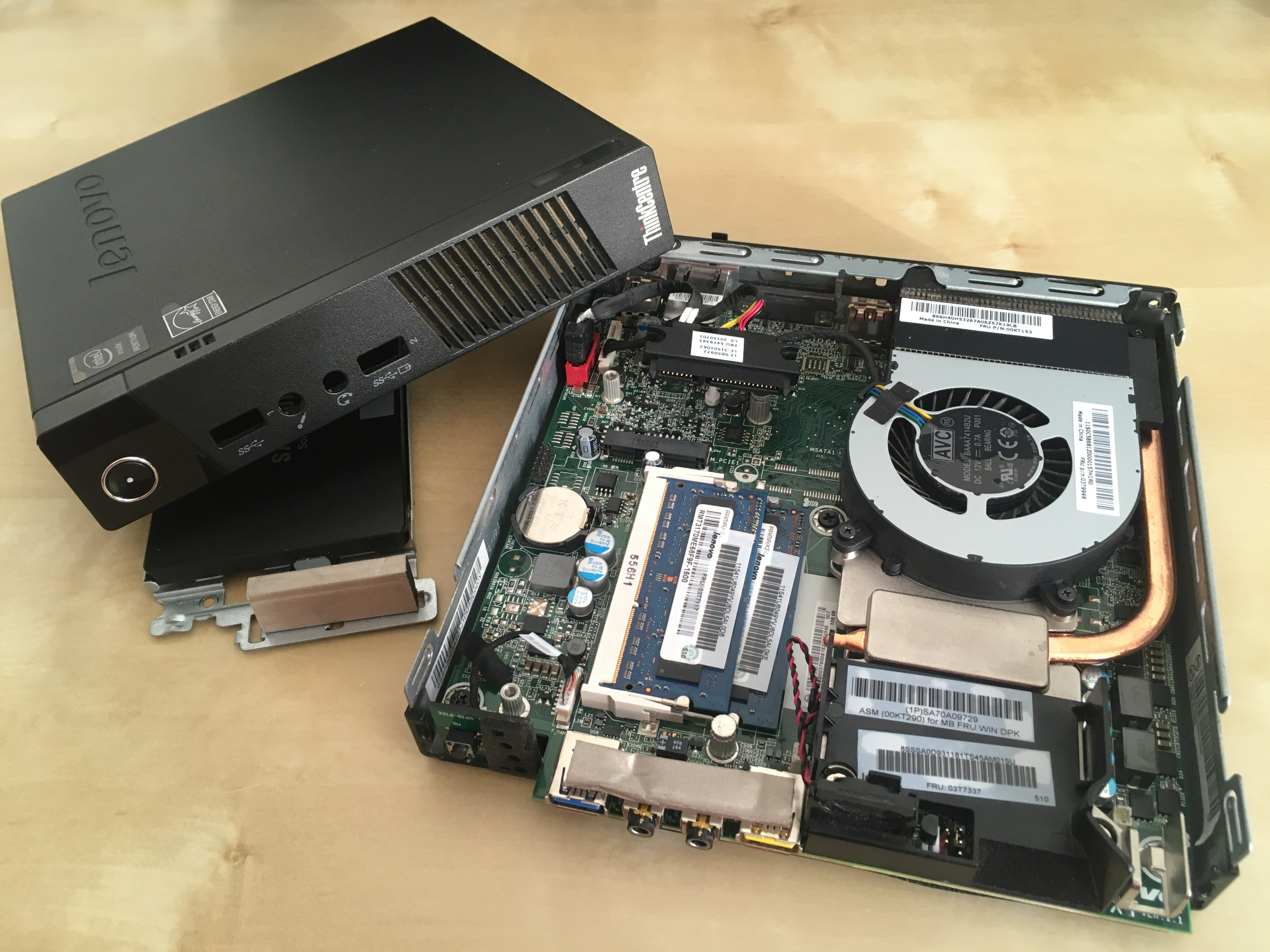
ThinkCentre M73 (Offen)